# (279) Thule
(279) Thule és un asteroide pertanyent al cinturó exterior d'asteroides descobert el 25 d'octubre de 1888 per Johann Palisa des de l'observatori de Viena, Àustria. Està nomenat així per Tule, l'illa llegendària del llunyà nord.